# Tetraleurodes splendens
Tetraleurodes splendens là một loài côn trùng cánh nửa trong họ Aleyrodidae, phân họ Aleyrodinae.
Tetraleurodes splendens được Bemis miêu tả khoa học đầu tiên năm 1904.